# Проводная связь
Проводная связь — вид электросвязи; связь, при которой сообщения передаются по проводам посредством электрических сигналов. Противоположно беспроводной связи.
По проводной связи сообщения могут вводиться голосом и приниматься на слух (телефонная связь), в виде условных знаков или букв и цифр (телеграфная связь и передача данных), в виде неподвижных изображений — фотографий, рисунков, чертежей (факсимильная связь) или речи абонентов (видеотелефон) и подвижных (телевизионных) изображений.
По дальности передачи данных проводная связь может быть междугородной (дальней) или городской (местной). Для передачи информации используются подземные кабели связи (реже воздушные линии связи); оконечная аппаратура, различающаяся в зависимости от вида; электронные усилители сигналов, включаемые через определённые расстояния в разрывы кабеля связи. 
Проводная связь может сочетается со спутниковой связью и радиосвязью (например, радиорелейной).